# Рабочий посёлок Пижма
Рабочий посёлок Пижма — муниципальное образование (городское поселение) в Тоншаевском районе Нижегородской области.
Административный центр — рабочий посёлок Пижма.

## История
Городское поселение рабочий посёлок Пижма образовано законом Нижегородской области от 15 июня 2004 года № 60-З «О наделении муниципальных образований - городов, рабочих посёлков и сельсоветов Нижегородской области статусом городского, сельского поселения», установлены статус и границы муниципального образования.
Законом Нижегородской области от 28 августа 2009 года № 131-З городское поселение рабочий посёлок Пижма и сельское поселение Большекувербский сельсовет были преобразованы, путём их объединения, в городское поселение рабочий посёлок Пижма.

## Население
| 2002  | 2008  | 2009  | 2010  | 2011  | 2012  | 2013  |
| ----- | ----- | ----- | ----- | ----- | ----- | ----- |
| 4997  | ↘4108 | ↘4080 | ↗4836 | ↘4818 | ↘4719 | ↘4667 |
| 2014  | 2015  | 2016  | 2017  | 2018  | 2019  | 2020  |
| ↘4609 | ↘4486 | ↘4448 | ↘4424 | ↘4402 | ↘4339 | ↘4260 |

## Состав городского поселения
| №  | Населённый пункт | Тип населённого пункта                  | Население |
| -- | ---------------- | --------------------------------------- | --------- |
| 1  | Большая Куверба  | деревня                                 | ↗228      |
| 2  | Втюринское       | деревня                                 | ↘5        |
| 3  | Горинцы          | деревня                                 | ↘12       |
| 4  | Енаево           | деревня                                 | ↘24       |
| 5  | Крутогор         | деревня                                 | ↘0        |
| 6  | Кузьминское      | деревня                                 | ↘0        |
| 7  | Маяки            | деревня                                 | ↘29       |
| 8  | Пижма            | рабочий посёлок, административный центр | ↘3597     |
| 9  | Пурлы            | деревня                                 | ↘82       |
| 10 | Трошонки         | деревня                                 | ↘31       |
| 11 | Фадеево          | деревня                                 | ↘0        |
| 12 | Ширта            | деревня                                 | ↘115      |
| 13 | Янгарка          | деревня                                 | ↗1        |